# Vieillissement du Japon
 (janvier 2011).
Si vous disposez d'ouvrages ou d'articles de référence ou si vous connaissez des sites web de qualité traitant du thème abordé ici, merci de compléter l'article en donnant les références utiles à sa vérifiabilité et en les liant à la section « Notes et références ».

Perspective de l'évolution de la population du Japon

Le vieillissement du Japon est supérieur à celui de toutes les autres nations, c'est la population la plus âgée au monde. En 2014, 26 % des Japonais ont plus de 65 ans. Ce vieillissement de la population est provoqué par la baisse du taux de fécondité et l'augmentation de l'espérance de vie grâce à une faible mortalité. Il a un impact sur la main-d'œuvre avec une pénurie de jeunes en âge de travailler, potentiellement sur les pratiques en matière d'emploi, les salaires et les avantages, et le rôle des femmes dans la vie active.

## Description
Le vieillissement du Japon est supérieur à celui de toutes les autres nations, c'est la population la plus âgée au monde. En 1989, 11,6 % seulement de la population avait 65 ans ou plus. En 2006, entre 20 et 21 % des Japonais avaient plus de 65 ans, et 23 % en 2009, la proportion la plus élevée au monde,, En 2010, 23,1 % de la population a plus de soixante-cinq ans, contre 13,2 % moins de quinze ans. En 2014, 25,6 % de la population a plus de soixante-cinq ans, contre 12,8 % moins de quinze ans. Le premier pourcentage devrait monter à 40 % en 2060.
Les 65 ans ou plus sont passés de 26,5 millions en 2006 à 27,4 millions en 2007, soit une augmentation de 0,7 %. Le ministère de la Santé estime que la population de la nation aura diminué de 25 % en 2050, passant de 127,8 millions en 2005 à 95,2 millions.

## Causes

Taux de natalité et de mortalité au Japon depuis 1950 (le creux des naissances en 1966 est dû à la croyance dans l'astrologie chinoise que les filles nées l'année du cheval de feu tueront leurs maris).

Ce vieillissement de la population est provoqué par la baisse du taux de fécondité et l'augmentation de l'espérance de vie grâce à une faible mortalité. En 1993, le taux de natalité a été estimé à 10,3 pour 1 000 habitants, et le nombre moyen d'enfants par femme à moins de deux depuis la fin des années 1970 (le nombre moyen d'enfants a été estimé à 1,5 en 1993). Le contrôle des naissances par les familles était presque universel, avec des préservatifs et des avortements légaux.
Un certain nombre de facteurs ont contribué à la tendance vers des petites familles : la hausse de l'éducation, la volonté d'élever des enfants en bonne santé, le retard de l'âge du mariage, une plus grande participation des femmes dans la vie active, des petits espaces de vie, l'éducation sur les problèmes de surpeuplement, et les coûts élevés de l'éducation d'un enfant.
L'espérance de vie à la naissance était de 76,4 ans pour les hommes et de 82,2 ans pour les femmes en 1993, soit la plus haute du monde à l'époque (à la fin de la Deuxième Guerre mondiale, l'espérance de vie était de 50 ans pour les hommes et les femmes). Le taux de mortalité en 1993 a été estimé à 7,2 pour 1 000 habitants. Les principales causes du décès étaient le cancer, les maladies cardiaques, et les maladies cérébrovasculaires, un schéma classique aux sociétés post-industrielles.

## Effets sur la société
Les politiques publiques, les médias, et les sondages ont indiqué que beaucoup de citoyens étaient préoccupés par les conséquences d'avoir dans le pays une personne sur quatre de 65 ans ou plus. En 2025, le ratio de dépendance devrait être de deux personnes à charge pour trois travailleurs. C'est un ratio faible : l'Ouganda par exemple a 1,3 personne à charge pour chaque ouvrier. Le vieillissement de la population se manifeste depuis la fin des années 1980 avec un vieillissement de la main-d'œuvre et une pénurie de jeunes en âge de travailler, avec des impacts potentiels sur les pratiques en matière d'emploi, les salaires et les avantages, et le rôle des femmes dans la vie active.
La proportion croissante des personnes âgées a également eu un impact important sur les dépenses du gouvernement. Des millions de dollars sont économisés chaque année sur l'éducation et les soins de santé et le bien-être des enfants. Dès le début des années 1970, les dépenses sociales s'élevaient à environ 6 % du revenu national du Japon. En 1992, la partie du budget national était de 18 %, et on prévoit que d'ici 2025, 27 % du revenu national sera consacré à la protection sociale.
En outre, l'âge médian de la population âgée augmente depuis la fin des années 1980. On s'attend à ce que la proportion des 65-85 ans passe de 6 % en 1985 à 15 % en 2025. Puisque les chances de tomber malade augmentent avec l'âge, on s'attend à ce que les systèmes de soins de santé et de pension soient une contrainte très importante. Au milieu des années 1980, le gouvernement a commencé à réévaluer la charge relative du gouvernement et du secteur privé dans les soins de santé et les retraites, et a établi des politiques visant à contrôler les coûts du gouvernement dans ces programmes.
Une étude du département de la population de l'ONU de 2000 a constaté que le Japon devrait augmenter son âge de départ à la retraite à 77 ans ou accueillir 1 million d'immigrés par an entre 2000 et 2050 pour maintenir son ratio de dépendance.
Reconnaissant la faible probabilité qu'une personne âgée résidera avec un enfant adulte et la probabilité plus élevée que les filles ou les belles-filles auront un travail rémunéré, le gouvernement a encouragé la création des maisons de retraite, de centres de jours pour les personnes âgées, et de programmes de santé à domicile. La longévité de la population change les relations entre les conjoints et, au fil des générations, crée de nouvelles responsabilités du gouvernement, et change pratiquement tous les aspects de la vie sociale.
Les personnes âgées sont en effet plus seules : en 2005, il y avait 3,9 millions de Japonais de plus de soixante-cinq ans vivant seuls, contre 2,2 millions en 1995. Elles se retrouvent ainsi plus souvent seules face à la mort : 2 211 personnes âgées sont mortes sans aucun proche à leurs côtés en 2008 à Tokyo, contre 1 364 en 2002. Certaines personnes mortes seules sont ainsi retrouvées longtemps après leur décès, un phénomène appelé kodokushi (孤独死).
De fait, le nombre de voleurs âgés (retraités) augmente également : de 5 000 en 1985, il est passé à 10 000 en 1999 et 20 000 en 2004. En 2010, il était de 27 000, soit un quart des voleurs. On trouve ainsi de plus en plus de personnes âgées en prison : entre 2000 et 2006, le nombre de prisonniers âgés a augmenté de 160 %, et a doublé sur la décennie 2000 pour atteindre en 2010 10 000 personnes, soit 16 % de la population carcérale (contre par exemple 4,6 % aux États-Unis en 2005). Les prisons japonaises s'adaptent en aménageant des espaces de gériatrie avec du personnel spécialement formé.

## Comparaisons avec d'autres pays

### Europe
Paul S. Hewitt, un analyste pour la Société et la Politique Internationale, a écrit en 2002 que le Japon, en plus des nations européennes que sont l'Autriche, l'Allemagne, la Grèce, l'Italie, l'Espagne, et la Suède, éprouvera une pénurie de main-d'œuvre sans précédent d'ici 2010. Les estimations du Bureau du Recensement des États-Unis montrent une diminution de 18 % de sa main d'œuvre et de 8 % de sa population consommatrice d'ici 2030.
Hewitt pense que ce déclin de la population et le manque global de main-d'œuvre réduira la croissance économique et abaissera le produit intérieur brut des nations. L'Organisation de coopération et de développement économiques (OCDE) estime que la pénurie de main-d'œuvre diminuera la croissance économique de l'Union européenne de 0,4 % par an de 2000 à 2025 au moins, après quoi les manques coûteront à l'UE 0,9 % de croissance. Au Japon, ces manques abaisseront la croissance de 0,7 % par an jusqu'en 2025, après quoi le Japon éprouvera également une perte de 0,9 % dans la croissance.

### Amérique du Nord et Australie
En revanche, l'Australie, le Canada, et les États-Unis connaîtront une hausse de leur main d'œuvre.